# Ферв'ю (Каліфорнія)
Ферв'ю (англ. Fairview) — переписна місцевість (CDP) в США, в окрузі Аламіда штату Каліфорнія. Населення — 11 341 особа (2020).

## Географія
Ферв'ю розташований за координатами 37°40′40″ пн. ш. 122°2′40″ зх. д. / 37.67778° пн. ш. 122.04444° зх. д. (37.677682, -122.044408).  За даними Бюро перепису населення США в 2010 році переписна місцевість мала площу 7,22 км², з яких 7,16 км² — суходіл та 0,06 км² — водойми.

## Демографія
Згідно з переписом 2010 року, у переписній місцевості мешкали 10 003 особи в 3490 домогосподарствах у складі 2512 родин. Густота населення становила 1385 осіб/км².  Було 3642 помешкання (504/км²).
Расовий склад населення:
| - 45,0 % — білих - 21,0 % — чорних або афроамериканців - 15,2 % — азіатів - 1,3 % — вихідців з тихоокеанських островів - 0,8 % — корінних американців - 9,1 % — осіб інших рас |

До двох чи більше рас належало 7,6 %. Частка іспаномовних становила 21,7 % від усіх жителів.
За віковим діапазоном населення розподілялося таким чином: 20,7 % — особи молодші 18 років, 66,5 % — особи у віці 18—64 років, 12,8 % — особи у віці 65 років та старші. Медіана віку мешканця становила 41,1 року. На 100 осіб жіночої статі у переписній місцевості припадало 97,9 чоловіків;  на 100 жінок у віці від 18 років та старших — 94,7 чоловіків також старших 18 років.
Середній дохід на одне домашнє господарство  становив 107 407 доларів США (медіана — 96 678), а середній дохід на одну сім'ю — 112 290 доларів (медіана — 103 873). Медіана доходів становила 60 949 доларів для чоловіків та 55 922 долари для жінок. За межею бідності перебувало 7,6 % осіб, у тому числі 12,6 % дітей у віці до 18 років та 3,9 % осіб у віці 65 років та старших.
Цивільне працевлаштоване населення становило 5306 осіб. Основні галузі зайнятості: освіта, охорона здоров'я та соціальна допомога — 27,7 %, науковці, спеціалісти, менеджери — 14,1 %, роздрібна торгівля — 8,8 %, транспорт — 8,4 %.